# Pac-Man et les Aventures de fantômes 2
Pac-Man et les Aventures de fantômes 2 (Pac-Man and the Ghostly Adventures 2) est un jeu vidéo de plates-formes développé par Monkey Bar Games et édité par Bandai Namco Games, sorti en 2014 sur Wii U , sur PlayStation 3, Xbox 360 et Nintendo 3DS. Il est adapté de la série animée du même nom.

## Accueil
- Game Revolution : 3,5/5[1]
- The Guardian : 2/5[2]